# Sainte-Bernadette
Sainte-Bernadette är ett romersk-katolskt kapell i Paris, helgat åt den heliga Bernadette Soubirous. Kapellet, som är beläget vid Place de l'Église-d'Auteuil i Quartier d'Auteuil i 16:e arrondissementet, uppfördes efter ritningar av arkitekten Raymond Busse. Kapellet konsekrerades år 1937. Absidmosaiken och glasmålningarna är utförda av signaturen Mauméjean.

## Omgivningar
- Notre-Dame-d'Auteuil
- Notre-Dame-de-l'Assomption de Passy
- Sainte-Jeanne-de-Chantal
- Notre-Dame-de-Grâce de Passy
- Saint-Christophe-de-Javel
- Notre-Dame-de-Grâce de Grenelle
- Parc André-Citroën

## Bilder
| - Kapellets exteriör och Obélisque d'Aguesseau. |

## Kommunikationer
- Tunnelbana – linje  – Église d'Auteuil
- Busshållplats Église d'Auteuil – Paris bussnät, linjerna 22 52 62

### Webbkällor
- ”Chapelle Sainte-Bernadette d'Auteuil” (på franska). Commission Diocésaine d'Art Sacré. L'Église Catholique à Paris. Arkiverad från originalet den 15 april 2021. https://archive.md/leEOm. Läst 15 april 2021.